# Djuprevyn 2 meter
Djuprevyn 2 meter var en Knäppupprevy som blev bolagets första uppsättning på Idéonteatern i Stockholm. Textförfattare var Povel Ramel och Yngve Gamlin, den mesta musiken skrevs av Povel Ramel och för regin svarade Egon Larsson. Yngve Gamlin stod för dekoren och Allan Johansson var kapellmästare.
Djuprevyn 2 meter hade premiär på Idéonteatern den 5 november 1953 och spelade där till den 17 april 1954.

## Medverkande
Ingrid Almquist, Gunwer Bergkvist, Brita Borg, Gus Dahlström, Bertil Johnson, Ludde Juberg, Pekka Langer, Martin Ljung, Sangrid Nerf, Ulla Nyrén, Werner Ohlson, Hasse Pettersson, Mille Schmidt, Maj-Britt Thörn, Gösta Törner med flera.

## Revynummer (i urval)
- Fracken Martin Ljung